# 알리익스프레스

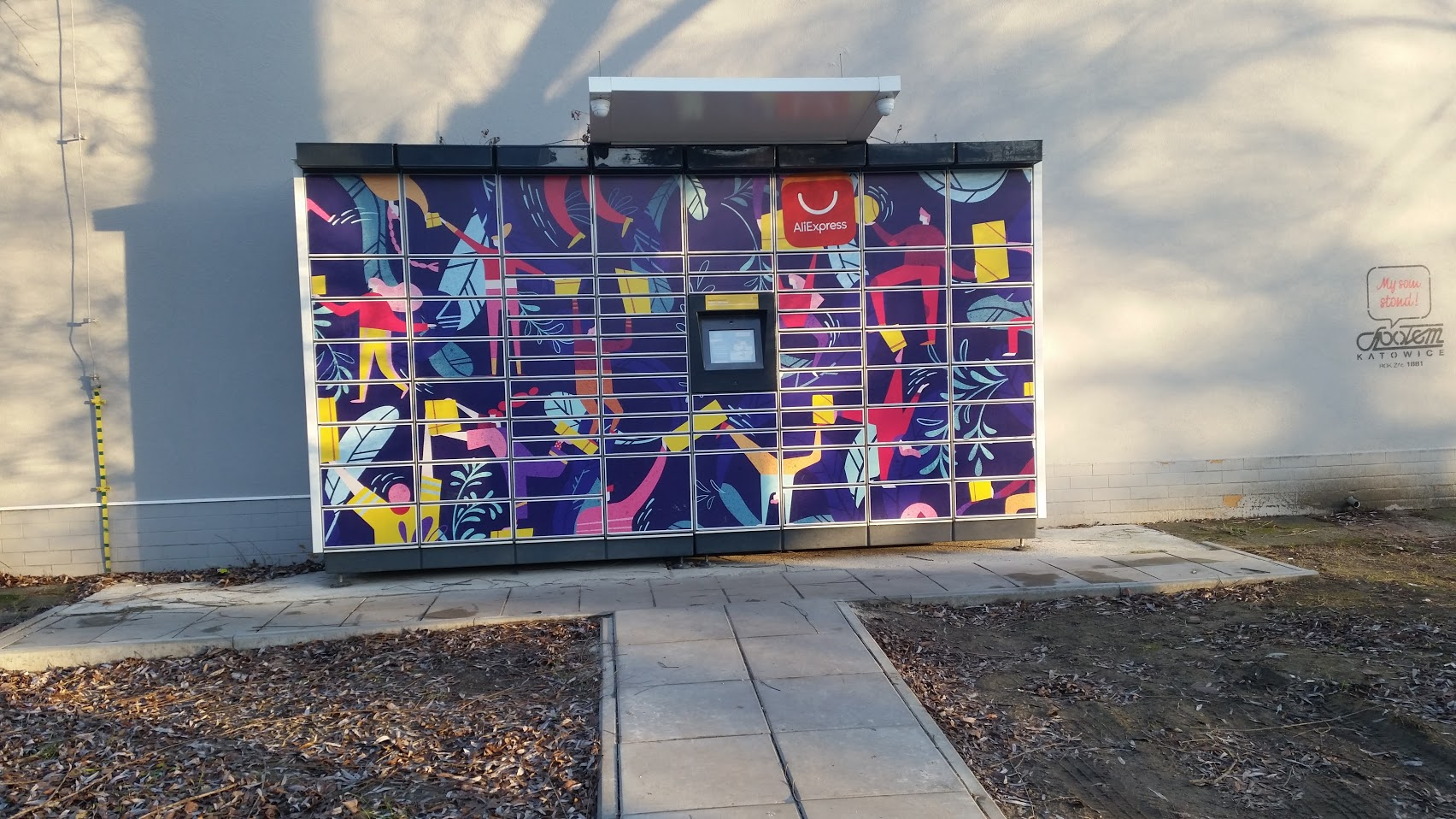
2020년 폴란드 카토비체의 알리익스프레스역

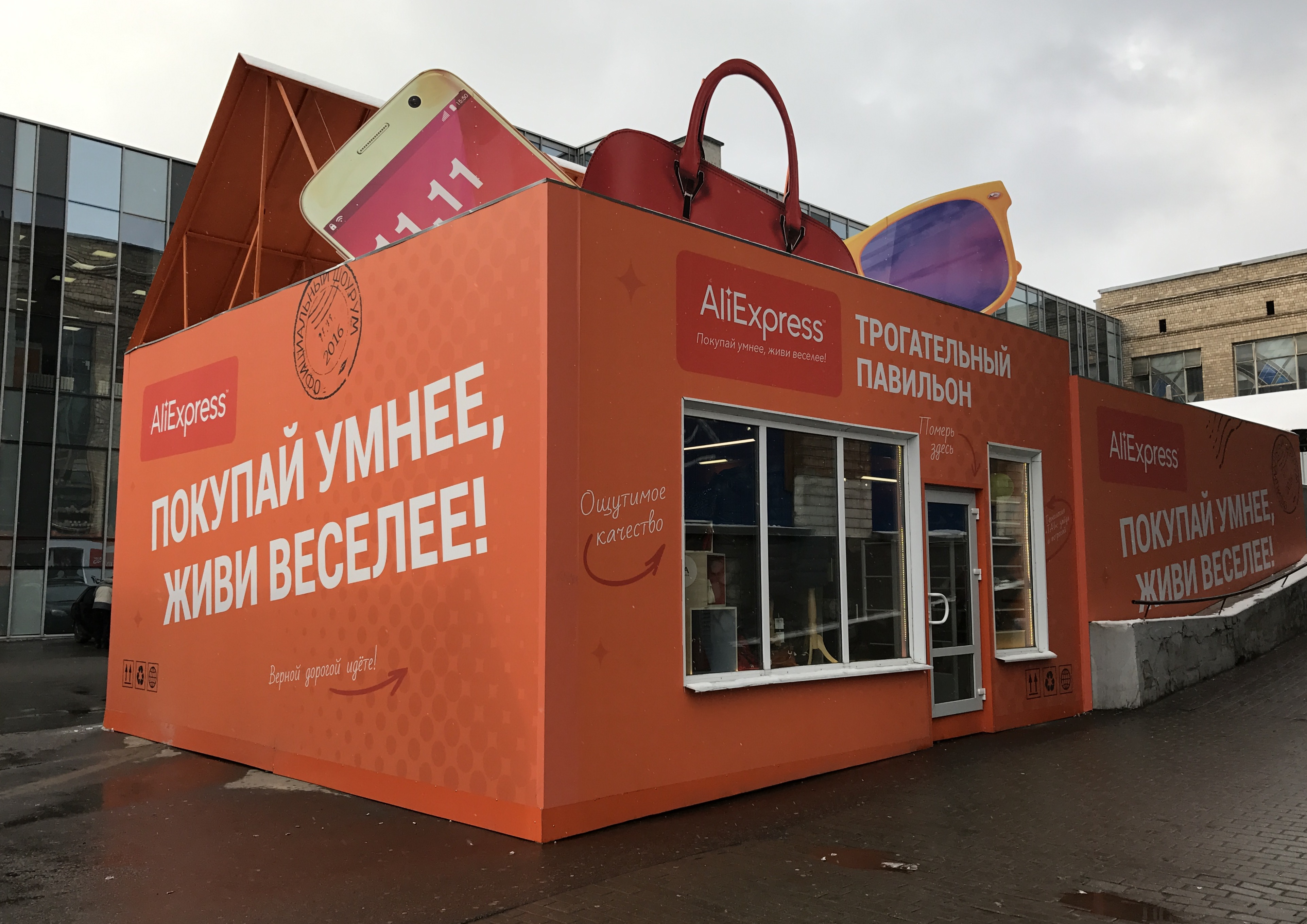
2016년 알리익스프레스 파빌리온, 모스크바 레닌그라드스키역

알리익스프레스(AliExpress, 중국어: 全球速卖通)는 알리바바 그룹 계열의 온라인 쇼핑 서비스로, 홍콩에 기반을 두고 있다. 2010년에 출범한 중국, 싱가포르 및 기타 지역의 소규모 비즈니스로 구성되어 국제 온라인 구매자에게 제품을 판매한다. 2025년 기준 신세계 그룹과 알리바바 그룹 지분 5:5로 한국 기업으로 전환되었다. 러시아에서 가장 많이 방문한 전자 상거래 웹사이트이며 브라질에서 10번째로 인기 있는 웹사이트다. 중소기업이 전 세계 고객에게 판매할 수 있도록 지원한다. 판매자는 독립적인 플랫폼을 사용하여 구매자에게 제품을 판매하기 때문에 이베이와 차별화된 서비스를 제공한다.

## 비즈니스 모델
알리익스프레스는 B2B 구매 및 판매 포털로 시작되었다. 이후 B2C, C2C, 클라우드 컴퓨팅 및 결제 서비스로 확장되었다. 알리익스프레스는 2016년 현재 영어, 스페인어, 네덜란드어, 프랑스어, 이탈리아어, 독일어, 폴란드어, 튀르키예어, 포르투갈어, 인도네시아어, 러시아어로 웹사이트를 운영한다. 이러한 언어의 국가 경계 외부에 있는 고객에게는 영어 버전의 서비스가 자동으로 제공된다. 알리익스프레스는 드랍쉬핑 비즈니스 모델 을 사용하는 전자 상거래 상점에서 자주 사용된다.
알리익스프레스의 판매자는 회사 또는 개인이 될 수 있다. 알리익스프레스는 전자상거래 플랫폼 역할만 하고 소비자에게 직접 상품을 판매하지 않는다는 점에서 아마존과 다르다. 중국 기업과 바이어를 직접 연결한다. 알리익스프레스는 주로 해외 구매자를 대상으로 한다는 점에서 알리바바의 자회사인 타오바오와 다르다.
알리익스프레스는 기반지가 홍콩에 있는 데다가 중국 대륙의 고객에게 판매하지 않지만, 대부분의 판매자는 중국인이다. 이 웹사이트는 인기 있는 제휴 마케팅 프로그램을 제공하며, 파트너는 방문자를 사이트로 보내는 데 대해 판매 수수료를 받는다.
2020년 11월, 전자 정보 기술부 산하 인도 정부는 중국 어플인 알리익스프레스 및 기타 42개의 앱 사용을 금지했다.

## 대한민국 배송
산둥성에 물류센터를 두어 대한민국 물량을 처리하며, 인천이나 평택 등지로 입항한다. 화객선이 현지에서 출항하는 날짜를 고려하여 옌타이, 웨이하이, 룽청 등지로 분산하여 화물을 보낸 후, 화객선에 적재하여 대한민국으로 간다고 한다.